# Jim Florentine
James "Jim" Florentine, född 18 augusti 1964, är en amerikansk komiker och skådespelare.
Han har bland annat varit värd för tv-programmet That Metal Show och medverkat i tv-serien Crank Yankers.